# Iskul Nemzeti Park
Az Iskul-tó (arabul: بحيرة اشكل) egy tó Tunézia északi részén a Földközi-tenger partvidékéhez közel. Az Iskul-tó az észak-afrikai édesvizű tavak hajdani láncolatának utolsó megmaradt tava, az Iskul Nemzeti Park területén található. A kb. 12 600 hektár kiterjedésű nemzeti parkhoz a tavon kívül az azt környező és évről évre az esős évszakban víz alá kerülő mocsaras földek, továbbá a partján a tengerszint fölé 511 méterrel magasodó Iskul-hegy tartozik. A park területe fontos megállóhelye minden évben sok-sok ezer költözőmadárnak. A tó szárnyas látogatói között vannak kacsák, ludak, gólyák, flamingók. A tó a világörökségi helyszínek listáján 1980 óta szerepel. 1996 és 2006 között a veszélyeztetett világörökségi helyszínek csoportjába tartozott. A tavat tápláló folyókon a gát építése súlyos változásokat okozott a tó és a környező mocsaras terület ökológiai egyensúlyán.

Mivel a gát erősen csökkentette a friss víz beáramlását a tóba és a mocsaras területekre, a nádasok sásfélék, és más édesvíz-kedvelő növényfajok kicserélődtek sósvíz-kedvelő fajokra. Ez a változás a költözőmadár populáció hirtelen csökkenését eredményezte, melyek léte a korábban itt élő változatos növényvilágtól függött. A 2001-ben és 2005-ben a területről készült műholdképek ezt a drámai változást mutatják.

Az UNESCO weboldala szerint a tunéziai kormány kötelezettséget vállalt, hogy lépéseket tesz a friss víz visszatartására és csökkenti a sótartalmat, de a Természetvédelmi Világszövetség némely jelentése állítja, hogy az elsósosodás már annyira magas mértékű, hogy a rehabilitáció lehetősége valószínűleg hamarosan eltűnik.

## Története
- 1871: Iskul-hegy állami kormányzósági kisajátítása.
- 1926: All Garaet el-Iskul állami tulajdonná válik.
- 1974: Iskul mocsarak legnagyobb részét átengedik des Forêts irányítása alá a megőrzéshez.
- 1977: Az UNESCO "Ember és a Bioszféra" programjában bioszféra-rezervátumként ismerik el.
- 1980: Nemzeti park státusz jóváhagyása a 80-1608 számú elnöki határozatban, megjelölve a vizes terület nemzetközi fontosságát a Ramsari egyezmény hatálya alatt.
- 1990: Ramsari egyezménybe belefoglalják a Montreux-feljegyzést a világörökségi helyszínen végbemenő változásról.

## A park tulajdonságai

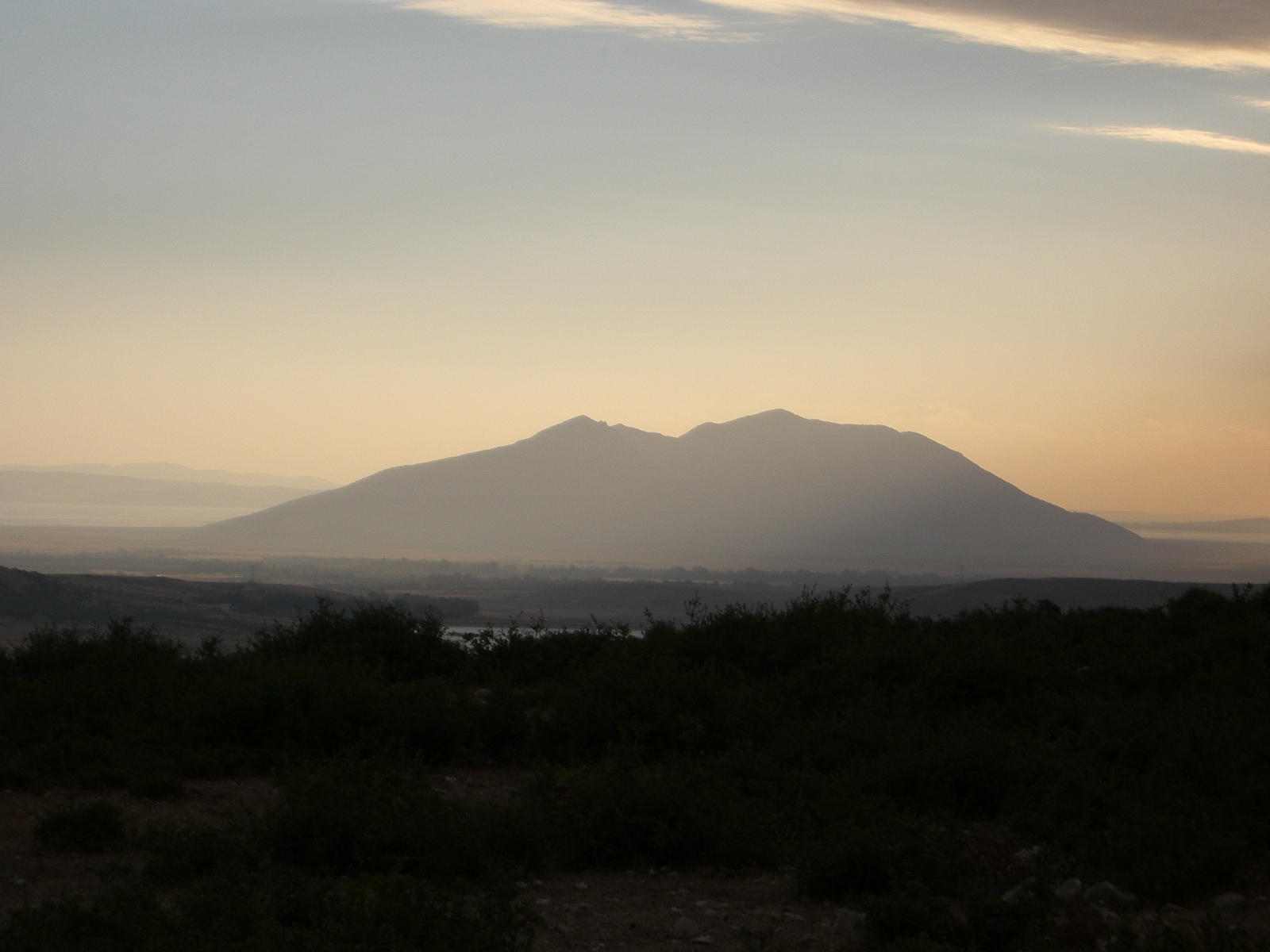
Iskul-hegy

Terület: Iskul-tó ~12 600 hektár, Iskul-hegy 1363 hektár. Az átlagosan 8700 hektáros tó az esős évszakban elönti a környező mocsaras területet 11 400 ha területen. A tófenék legnagyobb mélysége tengerszint alatt 1,5 méter, a hegy magassága 511 méter.
A park két fiziográfiai egységből áll: egy elszigetelt, fával borított hegy és egy permanens sós vizű tó, az azt körülvevő mocsárvidékkel. A tó vízmélysége a nyári ~0,9 métertől a téli ~2,5 méterig változik és ilyenkor kiterjed a mocsarakra déli, nyugati és északnyugati irányban. Ilyenkor kiterjedtsége hosszúságban ~6 km-től ~15 km-ig változik, 5 km szélességben. Az Iskul-tó összeköttetését a tengerrel a Oued Tinja csatorna és a tengeri lagúnató, a Bizerte-tó biztosítja. Az Iskul tavat hat fő folyó táplálja nyugatról és dél felől: Oueds Douimis, Sejenane, Malah, Rhezala, Joumine (csatornázva a mocsáron keresztül) és a Tine, a Joumine mellékfolyója. Nyáron ezek kiszáradnak, míg az édesvíz utánpótlás alacsony és a kipárolgás magas szintű.
Júliustól októberig tartó száradás után a sótartalma 38 g/l értéket is eléri (ez a tenger vízének kétszerese) azután az őszi esőzések alatt a sótartalom 1,7g/l-re csökken. Az Iskul-hegy délnyugati lejtőinek bányáiban triászi és jura időkben képződött mészkövet, kövületes pszeudó-dolomit márványokkal hoztak felszínre.
Éghajlat: A klíma tipikusan mediterrán. A január havi középhőmérséklet 11,3 °C és a téli minimum 0 °C. A július havi középhőmérséklet 25,2 °C és a nyári legmagasabb 40 °C. Az átlagos éves csapadékmennyiség 625 mm, melynek csupán 4 százaléka hullik nyáron. Nagyjából évente 300 millió m³ esővíz táplálta a tavat, amikor először mérték (1977-ben), de 1996 és 2003 között a gátépítések és az aszály erőteljesen csökkentette az édesvíz utánpótlást. A 2002-2003-as téli bőséges esőzés a kiszáradó lápvidéket ismét elárasztotta.
Növényzet: A park tipikus félsivatagi növényvilágának kb. 400 faja főként pán-mediterrán növény. A parkon belül különböző, jól elkülöníthető előfordulási helyek vannak, köztük említhető a hegy és lábánál elődombjai, az édesvízi mocsár, a tápanyagban gazdag tó és a nádas, kitéve a sókoncentráció periodikus váltakozásának, továbbá a lecsapolt mélyföldi hát. Az élőhelyek e széles tartománya mind a honos és mind a költöző vízimadarak sokaságát vonzza magához kimagasló változatosságban.

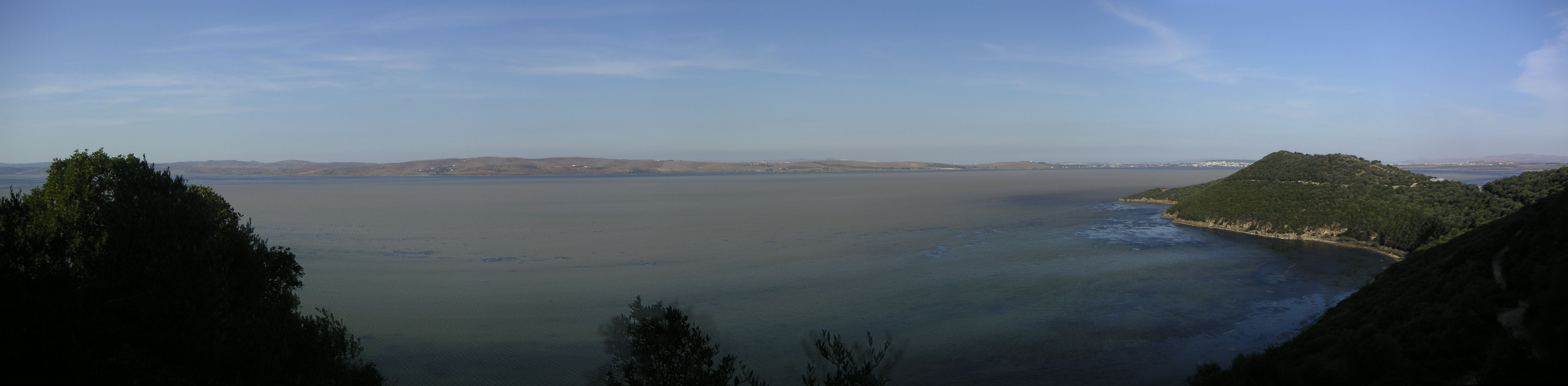
Az Iskul-tó látképe az Iskul-hegyről

A hegyet a vad olajfa (Olea europea) erdője uralja és a meglehetősen sűrű a bozótos masztixfa (Pistacia lentiscus), a keskeny levelű Phillyrea és az érdes szárcsafű (Smilax aspera) is. A délkeleti lejtők bozótosainak nyíltabb részein inkább a fűtej dendroidák (Euphorbia), míg az északi lejtőkön a föníciai boróka (Juniperus phoenicea) a társ-uralkodó. A sziklás hegygerinceket a lószőrpálma (Chamaerops humilis) kedveli. A további hegyi cserjék is előfordulnak: a szentjánoskenyérfa (Ceratonia siliqua), az atlasz-ciprus (Tetraclinis articulata), zsályalevelű szuhar (Cistus salvifolius). Az észak tunéziai növényfajták gazdag sokféleségeként megtalálható itt a helyi gamandor Teucrium schoenenbergeri, a bajuszpázsit (Crypsis aculeata) is.
A terület növényzete különböző zónákra oszlik. A tó szélét közönséges nád (Phragmites communis) övezet szegélyezi. A mocsártócsákban és alacsony sótartalmú nyílt vizeken nő az alámerülő fésűs békaszőlő (Potamogeton pectinatus), a tófonál (Zannichellia palustris),az Ekebergia spp., Callitriche spp. és a Ruppia maritima. Korábban a békaszőlőfélék burjánzása a tó nyugati oldalán a tó egyharmadát elborította, és fő táplálékául szolgált mintegy 200 000 telelő és költöző vízimadárnak. Ezeket sótűrőbb, de kevésbé ízletes növényfajok váltják fel, mint a Ruppia cirrhosa.
A lápvidék belsőbb földjein a nyári lúd fő táplálékai a mohafű az Obligát halofiták (Spartina) nemzetségűek, a sziki káka (Bolboschoenus maritimus) és partikákások (Schoenoplectetum litoralis) nőnek, melyek évenkénti eláradást igényelnek és kevésbé sótűrőek mint a szittyófélék (Juncus subulateus).
Ezek kicserélődnek halofita növényekre mint fogpiszkálófű (Ammi visnaga) és tarka bogács (Scolymus maculatus). Szintén terem a mocsárban a kígyónyelv-levelű boglárka (Ranunculus ophioglossifolius) és az ágas békabuzogány (Sparganium erectum ssp. stoloniferum) mely növényeket Tunéziában csak kevés helyszínen jegyeztek fel.
A egyedülállónak mondható a tavi, a Jomine édesvízi vegetációja és a Mala mocsárterületén kialakult növényi társulások, mint a káka- (Schoenoplectus lacustris), a gyékény- (Typha angustifolia)és a nádfélék (Phragmites communis) átmenete a halofita övezetbe, mint az arab sómócsing (Salicornia arabica), a (Suaeda maritima) és egészen az (Arthrecnemum fruticosum)-től a takarmányfű csalitosig az afrikai tamariszkusszal. A szárazabb területek és a lecsapolt hátságok társulásai az takarmányárpa (Hordeum maritimum) a perjével (Lolium multiflorum) és a vadmurokkal (Daucus carota) vagy a leander (Nerium oleander) a jujuba lótusszal (Ziziphus lotus).
Fauna: Az Iskul lápvidék Észak-Afrikában a vízimadarak legtermékenyebb lápvidéke és az az egész mediterrán régió egyik legfontosabb helyszíne a telelő palaearctic fajoknak, a korábbi feljegyzések szerint akár három-négyszázezer madár is jelen volt itt egy időben. Madarak 226 faját, – köztük 34 honos állatfajt – jegyzett fel 1986-ban Skinner. A fajok közt legnagyobb számban fütyülő réce (Anas penelope), (39 000:112 000 az 1970-es években), közönséges barátréce (Aythya ferina) (120 000  1971-ben) és szárcsa (Fulica atra) (36 000:188 000 1973-ban). A közönséges barátréce és nyári lúd (Anser anser) (3200:18 000 az 1970-es években) magas számú előfordulása mutatja, hogy az Iskul a legfontosabb telelő terület Északnyugat-Afrikában. 1977-ben 600 példány (ez 4 százaléka a teljes földi populációnak) veszélyeztetett fehérfejű réce (Oxyura leucocephala) volt látható. További telelő vízimadarak, köztük a veszélyeztetett márványos réce (Marmaronetta angustirostris), a cigányréce (Aythya nyroca), és a haris (Crex crex).

## Külső hivatkozások
- UNESCO (angolul)
- WCMC Archiválva 2008. július 21-i dátummal a Wayback Machine-ben (angolul)
- eoearth (angolul)
- Lexicorient Archiválva 2008. december 31-i dátummal a Wayback Machine-ben (angolul)
- Ichkeul Lake travel guide Archiválva 2008. október 6-i dátummal a Wayback Machine-ben (angolul)
- ACST Photos: Exploring Lak Ichkeul